# Canon EF 15mm-objectief
De Canon EF 15mm f/2.8 is een fisheye-objectief dat voorheen werd geproduceerd door de Japanse fabrikant Canon. In 2010 werd aangekondigd dat het objectief vervangen zou worden door een variant met zoom, de EF 8-15mm f/4L Fisheye USM.

## Beeldhoek
De EF 15mm is voornamelijk bedoeld voor zogenaamde full-frame camera's aangezien het groothoekeffect drastisch afneemt wanneer het objectief op een crop-sensor-camera geplaatst wordt, wat overeenkomt met ongeveer 24 mm. De EF 15mm geeft geen volledig rond beeld want alleen de diagonale beeldhoek bedraagt 180 graden.